# Trois Femmes… un soir d'été
Trois Femmes... un soir d'été est une mini-série française en quatre épisodes de 90 minutes, créée par Emmanuelle Rey Magnan et Pascal Fontanille, et réalisée par Sébastien Grall.
Elle a été diffusée du 8 août au 29 août 2005 sur France 2.
En Belgique, la mini-série a été diffusée entre le 27 juillet et le 17 août 2005 sur RTL-TVi et en Suisse sur TSR1.

## Synopsis
A Condom, une petite ville du Gers, les habitants doivent dire adieu à leur tranquillité de toujours. En effet, le maire de la ville est assassiné le soir de la fête des Bandas. Ce meurtre cristallise toutes les tensions et fait ressurgir les vieilles rancunes des deux grosses familles de la ville : les Sauveterre, producteurs d'armagnac et les Auvignon, promoteurs immobiliers. À travers son enquête, le capitaine Julie Leroy se rapproche des deux clans et découvre peu à peu que son passé est lié à la petite ville...

## Distribution
- Agathe de La Boulaye : Julie Leroy, capitaine au SRPJ de Toulouse
- Philippe Caroit : David Rousseau, procureur

Famille Sauveterre:
- Fanny Cottençon : Cathy Layrac, fille de Virgil Sauveterre.
- Jean-Claude Drouot : Virgil Sauveterre, producteur d'Armagnac, « taiseux »
- Guy Marchand : Lucien Sauveterre, frère de Virgil, entraineur de l'équipe de rugby, premier adjoint de la ville de Condor
- Bruno Slagmulder : Bruno Sauveterre, fils de Virgil
- Franc Bruneau : Sébastien Layrac, fils de Cathy
- François Caron : Benoît Layrac, ex-mari de Cathy
- Muriel Combeau : Belinda Sauveterre, femme de Bruno
- Bastien Telmon : Bruno Sauveterre (jeune)
- Virginie Lanoué : Cathy Sauveterre (jeune)
- Maryvonne Schiltz : Yvonne Sauveterre, mère de Cathy et Bruno

Famille Auvignon:
- Anthony Delon : Mathias Auvignon, médecin de campagne
- Stéphane Audran : Louise Bonnier, ancienne employée de la DDASS, grand-mère de Mathias
- Martin Lamotte : Michel Auvignon, père de Mathias, agent immobilier
- Nicole Calfan : Anna Auvignon, mère de Mathias
- Marie Moureaux : Lola Auvignon
- Roberto Magalhães : Ludovic Auvignon

Les habitants:
- Nathalie Richard : Isabelle, amie de Cathy
- Luis Rego : Commissaire Solignac
- Nicolas Gob : Jeff, jeune policier rugbyman
- Julie Jezequel : Laurence Delarue, collègue de Julie et petite amie de Jeff
- Olivier Antoine : Samy, collègue de Julie
- François Fehner : Le notaire
- François Comar : Marc Auriole
- Jeff Bigot : Patron café des sports
- Raphaëlle Cambray : Valérie Mallet
- Jean-Pierre Malignon : Jean-Luc Mallet, le Maire
- Benjamin Bouissoux : Jean-Luc Mallet (jeune)
- Bruno Ricci : Olivier Marquez
- Mickaël Collart : Olivier Marquez (jeune)
- Birghit Chauveau : Karine
- Philippe Fretun : Bernard Pujol
- Bernadette Le Saché : Christine Pujol
- Alban Ivanov : Bernard Pujol (jeune)
- Cécile Jaquenet : Secrétaire de mairie
- Camille Saféris : Maître Porcel
- Michèle Severac : Jeanne Leroy, la mère de Julie
- Charles Gimat : M. Cluzel
- François Podetti : Ancien joueur de rugby
- Eric Mouget : 2e ancien joueur de rugby
- Pascale Karamazov : Femme ancien joueur
- Jean-Charles Le Noël : Policier Francoeur
- Jean Fornerod : Policier Gérard
- Christian Van Tomme : Policier Ledoyen
- François Aramburu : Pierre Di Angelo

## Fiche technique
- Réalisation : Sébastien Grall
- Musique : Angélique Nachon & Jean-Claude Nachon
- Scénario : Emmanuelle Rey-Magnan, Pascal Fontanille, Julie Jezequel, Nathalie Stragier, Emmanuelle Choppin, Gioacchino Campanella.
- Production : Joey Faré

## Commentaires
Trois Femmes... un soir d'été a été tourné à Condom, dans le Gers, renommée Condor pour le film. 
Auch, Toulouse et Lectoure ont également servi de lieux de tournage.
La chanson Porque te vas est reprise pour le générique.